# 가쓰타니촌
가쓰타니촌(勝谷村)은 돗토리현 게타카군에 있던 촌이다. 1896년 3월 31일까지 게타군에 속해있었다.